# Ива Медведева
И́ва Медведева (лат. Salix medwedewii) — вид цветковых растений из рода Ива (Salix) семейства Ивовые (Salicaceae).

## Распространение и экология
В природе ареал вида охватывает Дагестан, Азербайджан и Армению.
Произрастает по берегам водоёмов.

## Ботаническое описание
Кустарник или невысокое дерево. Ветви прямые, очень тонкие, голые, коричневые.
Почки мелкие, узкие, красноватые, голые. Листья длиной до 10 см, очень узкие, шириной 5—б мм, линейно-ланцетные, расставленно-зубчатые, в основании желёзистые, снизу беловато-сизые, на красноватых, голых черешках длиной 0,4—0,6 см.
Серёжки расположены на конце веточек длиной около 2 см, с 4—6 нормальными листочками, довольно густые, короткие, длиной около 3 см, диаметром 3 мм, цилиндрические, туповатые. Прицветные чешуи удлинённые, длиной 0,8 мм, шириной 2,5 мм, ланцетные, острые, буроватые. Завязь голая, удлинённая, наверху зелёная, к основанию желтоватая; столбик бледный; рыльца изогнутые, красноватые; нектарник короткий, длиной 0,4—0,7 мм, бледно-жёлтый.
Цветение в апреле — мае. Плодоношение в мае — июне.

## Таксономия
Вид Ива Медведева входит в род Ива (Salix) семейства Ивовые (Salicaceae) порядка Мальпигиецветные (Malpighiales).
|  |                                      |  |                                                             |                                                             |                  |  | ещё 36 семейств (согласно Системе APG II) | ещё 36 семейств (согласно Системе APG II) |                    |  |  |  | ещё более 500 видов |
|  |                                      |  |                                                             |                                                             |                  |  | ещё 36 семейств (согласно Системе APG II) | ещё 36 семейств (согласно Системе APG II) |                    |  |  |  | ещё более 500 видов |
|  |                                      |  |                                                             | порядок Мальпигиецветные                                    |                  |  |                                           |                                           | род Ива            |  |  |  |                     |
|  |                                      |  |                                                             | порядок Мальпигиецветные                                    |                  |  |                                           |                                           | род Ива            |  |  |  |                     |
|  | отдел Цветковые, или Покрытосеменные |  |                                                             |                                                             | семейство Ивовые |  |                                           |                                           | вид Ива Медведева  |  |  |  |                     |
|  | отдел Цветковые, или Покрытосеменные |  |                                                             |                                                             | семейство Ивовые |  |                                           |                                           |                    |  |  |  |                     |
|  |                                      |  | ещё 44 порядка цветковых растений (согласно Системе APG II) | ещё 44 порядка цветковых растений (согласно Системе APG II) |                  |  |                                           | ещё около 57 родов                        | ещё около 57 родов |  |  |  |                     |
|  |                                      |  |                                                             | ещё 44 порядка цветковых растений (согласно Системе APG II) |                  |  |                                           |                                           | ещё около 57 родов |  |  |  |                     |